# Космынин, Владислав Валерьевич
Владисла́в Вале́рьевич Космы́нин (бел. Уладзіслаў Валер'евіч Касмынін; род. 17 января 1990, Турсунзаде) — белорусский футболист, защитник.

## Клубная карьера
Профессиональную карьеру начал в «Нафтане» в 2005 году. Был в составе команды, когда она выиграла Кубок Беларуси 2009. В различное время отдавался в аренды в «Полоцк» (2010), «Волна (Пинск)» (2011—2012), «Гранит (Микашевичи)» (2013), «Витебск» (2014).
В сезоне 2015 снова вернулся в «Нафтан», став преимущественно выходить на замену. В декабре 2015 года покинул новополоцкий клуб, и в феврале 2016 после просмотра стал игроком «Гранита». В июле 2016 года из-за финансовых проблем «Гранита» перешёл в гродненский «Неман», где также закрепился в центре защиты.
В январе 2017 года подписал контракт с узбекским клубом АГМК. Будучи защитником, в первом же сезоне забил 7 голов. Играл под началом российского тренера Виктора Кумыкова и с его уходом также решил сменить клуб.
В январе 2019 года подписал годовой контракт с казахстанским клубом «Окжетпес» из Кокшетау. Сыграл 12 игр, забил гол «Таразу», заработал 4 предупреждения и одно удаление. Но 4 июля расторг контракт по обоюдному согласию сторон. Вернулся в АГМК, где играл до конца сезона 2019. Вторую половину сезона 2020 провёл в составе «Кызылкума».
В феврале 2021 года перешёл в наманганский «Навбахор», однако уже через неделю присоединился к «Турону». Играл в стартовом составе команды. В декабре покинул клуб.
В январе 2022 года появилась информация о том, что футболист продолжит карьеру в «Истиклол». Так как должен был получить таджикское гражданство для участие в играх за национальную сборную Таджикистана. В начале февраля 2022 года подписал контракт с клубом. Дебютировал за клуб 11 апреля 2022 года в Лиге Чемпионов АФК против «Аль-Шарджи». В матче 27 апреля 2022 года против эмиратского клуба «Аль-Шарджа» забил свой первый гол. Стал обладателем Суперкубка Таджикистана 8 марта 2022 в матче против «Худжанда».
В декабре 2022 года появилась информация, что футболист перейдёт в узбекистанский «Металлург». В январе 2023 года футболист официально перешёл в узбекский клуб.
В августе 2023 года футболист перешёл в казахстанский клуб «Мактаарал».
В феврале 2024 года перешел в белорусский клуб «Неман» Гродно. В этом же году выиграл Кубок Беларуси 2024 и стал серебряным призером чемпионата Беларуси 2024 года 
В январе 2025 года завершил карьеру.

### Статистика
| Клуб                | Сезон | Дивизион | Матчи | Голы |
| ------------------- | ----- | -------- | ----- | ---- |
| Нафтан              | дубль | 2005     | 1     | 0    |
| Нафтан              | 2006  | дубль    | 1     | 0    |
| Нафтан              | 2007  | дубль    | 18    | 1    |
| Нафтан              | 2008  | Д1       | 3     | 0    |
| Нафтан              | 2009  | дубль    | 22    | 1    |
| Полоцк              | 2010  | Д2       | 26    | 4    |
| Волна (Пинск)       | 2011  | Д2       | 20    | 0    |
| Волна (Пинск)       | 2012  | Д2       | 24    | 1    |
| Гранит (Микашевичи) | 2013  | Д2       | 23    | 5    |
| Нафтан              | 2014  | Д1       | 10    | 0    |
| Витебск             | 2014  | Д2       | 12    | 2    |
| Нафтан              | 2015  | Д1       | 16    | 0    |
| Гранит (Микашевичи) | 2016  | Д1       | 14    | 1    |
| Неман (Гродно)      | 2016  | Д1       | 11    | 1    |
| Алмалык             | 2017  | Д1       | 27    | 6    |
| АГМК                | 2018  | Д1       | 26    | 2    |
| Окжетпес            | 2019  | Д1       | 12    | 1    |
| АГМК                | 2019  | Д1       | 7     | 0    |
| Кызылкум            | 2020  | Д1       | 11    | 1    |
| Турон               | 2021  | Д1       | 20    | 2    |

## Достижения
«Нафтан»
- Обладатель Кубка Беларуси: 2008/09

АГМК
- Обладатель Кубка Узбекистана: 2018

«Истиклол»
- Чемпион Таджикистана: 2022
- Обладатель Кубка Таджикистана: 2022
- Обладатель Суперкубка Таджикистана: 2022

«Неман»
- Обладатель Кубка Беларуси: 2023/24
- Серебряный призёр Чемпионата Беларуси: 2024